# 休·法夸尔森
休·法夸尔森（英語：Hugh Farquharson，1911年11月4日—1985年3月27日），加拿大男子冰球运动员，场上位置是前锋。他曾代表加拿大参加1936年冬季奥林匹克运动会冰球比赛，获得一枚银牌。